# Мікер (Колорадо)
Мікер (англ. Meeker) — місто (англ. town) в США, в окрузі Ріо-Бланко штату Колорадо. Населення — 2374 особи (2020).

## Географія
Мікер розташований за координатами 40°2′59″ пн. ш. 107°53′43″ зх. д. / 40.04972° пн. ш. 107.89528° зх. д. (40.049777, -107.895329).  За даними Бюро перепису населення США в 2010 році місто мало площу 9,09 км², уся площа — суходіл.

### Клімат
| Клімат : Мікер                                          | Клімат : Мікер | Клімат : Мікер | Клімат : Мікер | Клімат : Мікер | Клімат : Мікер | Клімат : Мікер | Клімат : Мікер | Клімат : Мікер | Клімат : Мікер | Клімат : Мікер | Клімат : Мікер | Клімат : Мікер | Клімат : Мікер |
| Показник                                                | Січ.           | Лют.           | Бер.           | Квіт.          | Трав.          | Черв.          | Лип.           | Серп.          | Вер.           | Жовт.          | Лист.          | Груд.          | Рік            |
| Абсолютний максимум, °C                                 | 16,1           | 18,3           | 25,0           | 30,0           | 33,9           | 38,9           | 39,4           | 37,2           | 34,4           | 30,0           | 23,3           | 17,2           | 39,4           |
| Середній максимум, °C                                   | 2,2            | 4,4            | 8,9            | 14,7           | 20,6           | 26,2           | 29,8           | 28,4           | 24,0           | 17,3           | 9,4            | 2,7            | 15,8           |
| Середній мінімум, °C                                    | −14,4          | −11,8          | −6,8           | −2,3           | 1,3            | 4,7            | 8,2            | 7,7            | 2,9            | −2,3           | −7,6           | −13            | −2,7           |
| Абсолютний мінімум, °C                                  | −41,7          | −38,9          | −31,1          | −20,6          | −11,1          | −8,3           | −5             | −1,7           | −10            | −21,1          | −31,7          | −37,8          | −41,7          |
| Норма опадів, мм                                        | 28             | 27             | 35             | 44             | 38             | 30             | 36             | 44             | 41             | 39             | 29             | 29             | 420            |
| ------------------------------------------------------- | -------------- | -------------- | -------------- | -------------- | -------------- | -------------- | -------------- | -------------- | -------------- | -------------- | -------------- | -------------- | -------------- |
| Джерело: https://wrcc.dri.edu/cgi-bin/cliMAIN.pl?co5484 |                |                |                |                |                |                |                |                |                |                |                |                |                |

## Демографія
Згідно з переписом 2010 року, у місті мешкало 2475 осіб у 1013 домогосподарствах у складі 667 родин. Густота населення становила 272 особи/км².  Було 1219 помешкань (134/км²).
Расовий склад населення:
| - 89,9 % — білих - 0,9 % — корінних американців - 0,4 % — вихідців з тихоокеанських островів - 0,3 % — чорних або афроамериканців - 0,3 % — азіатів - 5,7 % — осіб інших рас |

До двох чи більше рас належало 2,5 %. Частка іспаномовних становила 13,0 % від усіх жителів.
За віковим діапазоном населення розподілялося таким чином: 26,4 % — особи молодші 18 років, 59,7 % — особи у віці 18—64 років, 13,9 % — особи у віці 65 років та старші. Медіана віку мешканця становила 38,4 року. На 100 осіб жіночої статі у місті припадало 100,4 чоловіків;  на 100 жінок у віці від 18 років та старших — 100,4 чоловіків також старших 18 років.
Середній дохід на одне домашнє господарство  становив 64 070 доларів США (медіана — 50 054), а середній дохід на одну сім'ю — 69 960 доларів (медіана — 54 449). Медіана доходів становила 60 427 доларів для чоловіків та 30 333 долари для жінок. За межею бідності перебувало 20,5 % осіб, у тому числі 35,0 % дітей у віці до 18 років та 9,1 % осіб у віці 65 років та старших.
Цивільне працевлаштоване населення становило 1324 особи. Основні галузі зайнятості: сільське господарство, лісництво, риболовля — 21,1 %, освіта, охорона здоров'я та соціальна допомога — 13,8 %, мистецтво, розваги та відпочинок — 11,6 %, роздрібна торгівля — 11,1 %.